# Ronald Florijn
Ronald Florijn, född den 21 april 1961 i Leiden i Nederländerna, är en nederländsk roddare.
Han tog OS-guld i åtta med styrman i samband med de olympiska roddtävlingarna 1996 i Atlanta.
Hans barn Finn Florijn och Karolien Florijn har också tävlat i OS i rodd.